# Miltochrista inflexa
Miltochrista inflexa är en fjärilsart som beskrevs av Moore 1878. Miltochrista inflexa ingår i släktet Miltochrista och familjen björnspinnare. Inga underarter finns listade i Catalogue of Life.